# Przesieczna
Przesieczna (niem. Andersdorf)  – wieś w Polsce położona w województwie dolnośląskim, w powiecie polkowickim, w gminie Radwanice.
Do sołectwa Przesieczna należy Borów.

## Podział administracyjny
| SIMC    | Nazwa      | Rodzaj                 |
| ------- | ---------- | ---------------------- |
| 0367054 | Borów      | część wsi (do 2023 r.) |
| 0367060 | Kostaniewo | część wsi              |

W latach 1975–1998 miejscowość administracyjnie należała do województwa legnickiego.

## Zabytki
Do wojewódzkiego rejestru zabytków wpisane są:
- karczma, obecnie dom mieszkalny nr 3, z XVIII w., XX w.
- dwór, obecnie dom nr 14, z pierwszej połowy XIX w.